# Hugh Welch Diamond
Hugh Welch Diamond (Goudhurst, 1809 – Londen, 21 juni 1886) was een Brits psychiater en fotograaf.

## Leven en werk
Diamond was de zoon van een chirurg. Hij studeerde medicijnen aan de Royal College of Surgeons en voerde vervolgens een artsenpraktijk in de Londense wijk Soho. In 1932 onderscheidde hij zich daar met zijn werk tijdens een cholera-epidemie. Later specialiseerde hij zich in het Bethlehem Hospital in de psychiatrie. Van 1848 tot 1858 was hij hoofd van de vrouwenafdeling van het 'Surrey County Asylum', een krankzinnigeninrichting te Surrey. Vervolgens opende hij een privé-inrichting voor vrouwelijke psychiatrische patiënten in de Londense wijk Twickenham.
Diamond is tegenwoordig nog vooral bekend door de serie van minstens 55 portretten die hij tussen 1848 en 1858 maakte van zijn vrouwelijke patiënten in de inrichting te Surrey. In een toespraak voor de Royal Society of Medicine betoogde hij dat de foto's konden dienen bij de behandeling en diagnose. De Londense professor in de medicijnen John Connoly kreeg toestemming van hem om de foto's te gebruiken bij een opstellenreeks over 'The Physiognomy of Insanity' (1858).
Diamond beschouwde zijn foto's waarschijnlijk op de eerste plaats als klinische documenten, maar lijkt als fanatiek amateurfotograaf toch ook artistieke aspiraties te hebben gehad, onder andere te beoordelen naar de belichting en de aandacht voor de achtergrond. Veel portretten uit de serie doen ook enigszins theatraal aan doordat afgebeelde patiënten attributen vasthouden of kleding dragen die iets zeggen over hun aandoening. Zo is er een patiënte gekleed als Shakespeares Ophelia, een andere vrouw draagt een crucifix en lijkt door een hemels licht te worden beschenen. Diamond bewoog zich ook in kunstenaarskringen en maakte ook foto-stillevens. Hij exposeerde tijdens de eerste fototentoonstelling van de Royal Society of Arts in 1852. Ook schreef hij diverse artikelen over fotografie en stimuleerde hij jonge fotografen, onder wie Henry Peach Robinson.
Diamond overleed in 1886 in Twickenham (Londen). Zijn werk is onder andere te zien in het het Twickenham Museum, het Metropolitan Museum of Art in New York en het J. Paul Getty Museum in Los Angeles.

## Psychiatrische patiënten, Surrey, 1848-1858

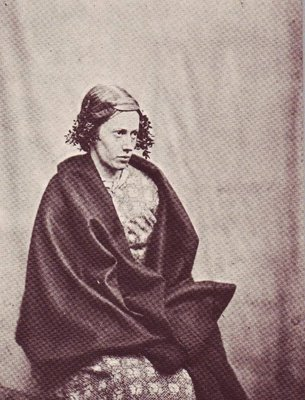
Mental patient dressed up as Ophelia
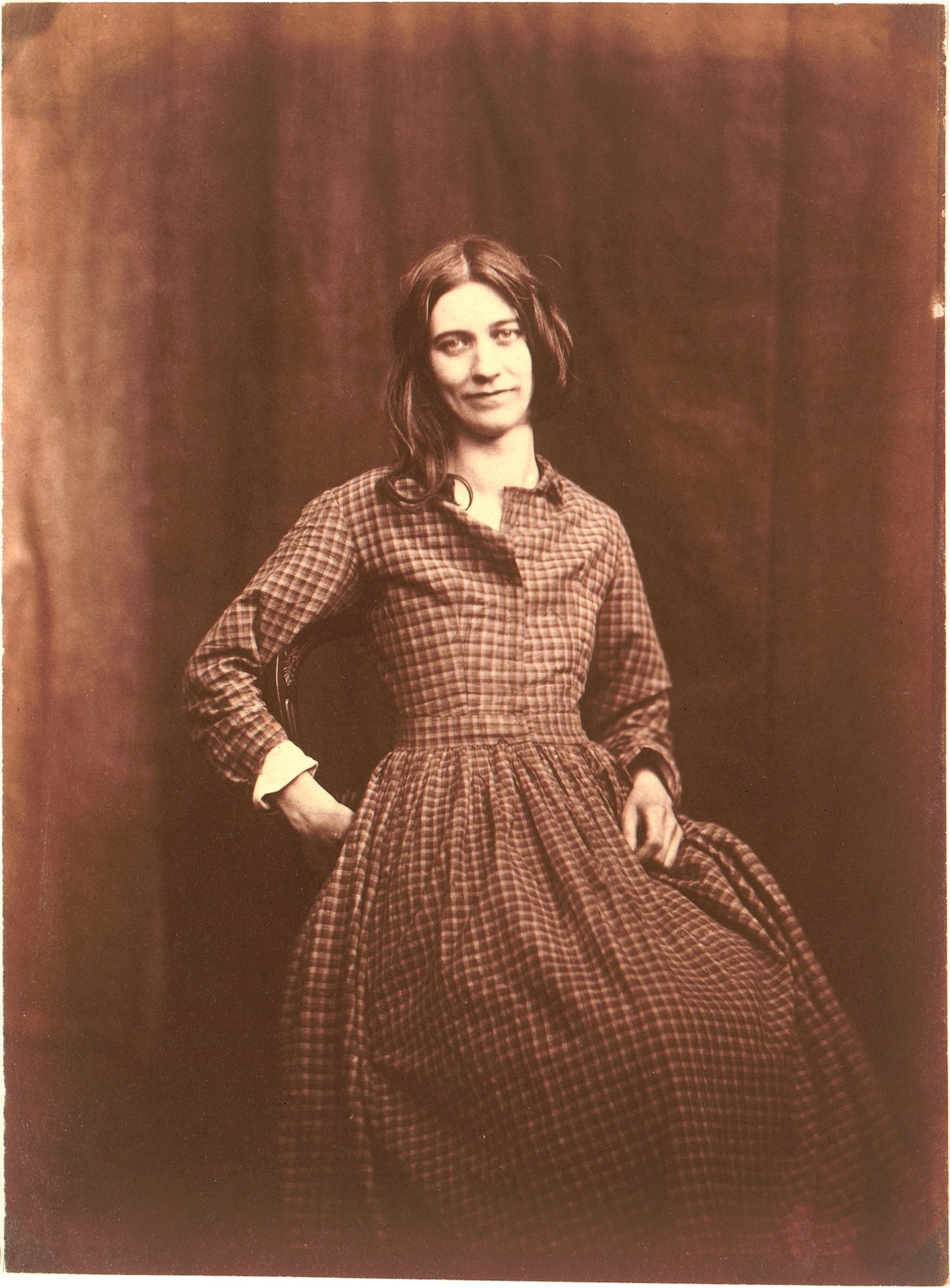
Asylum patient
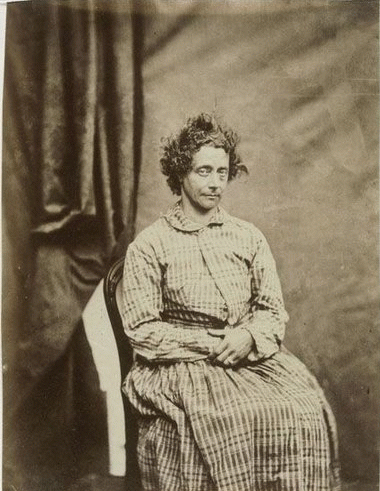
Portrait of an Insane Woman
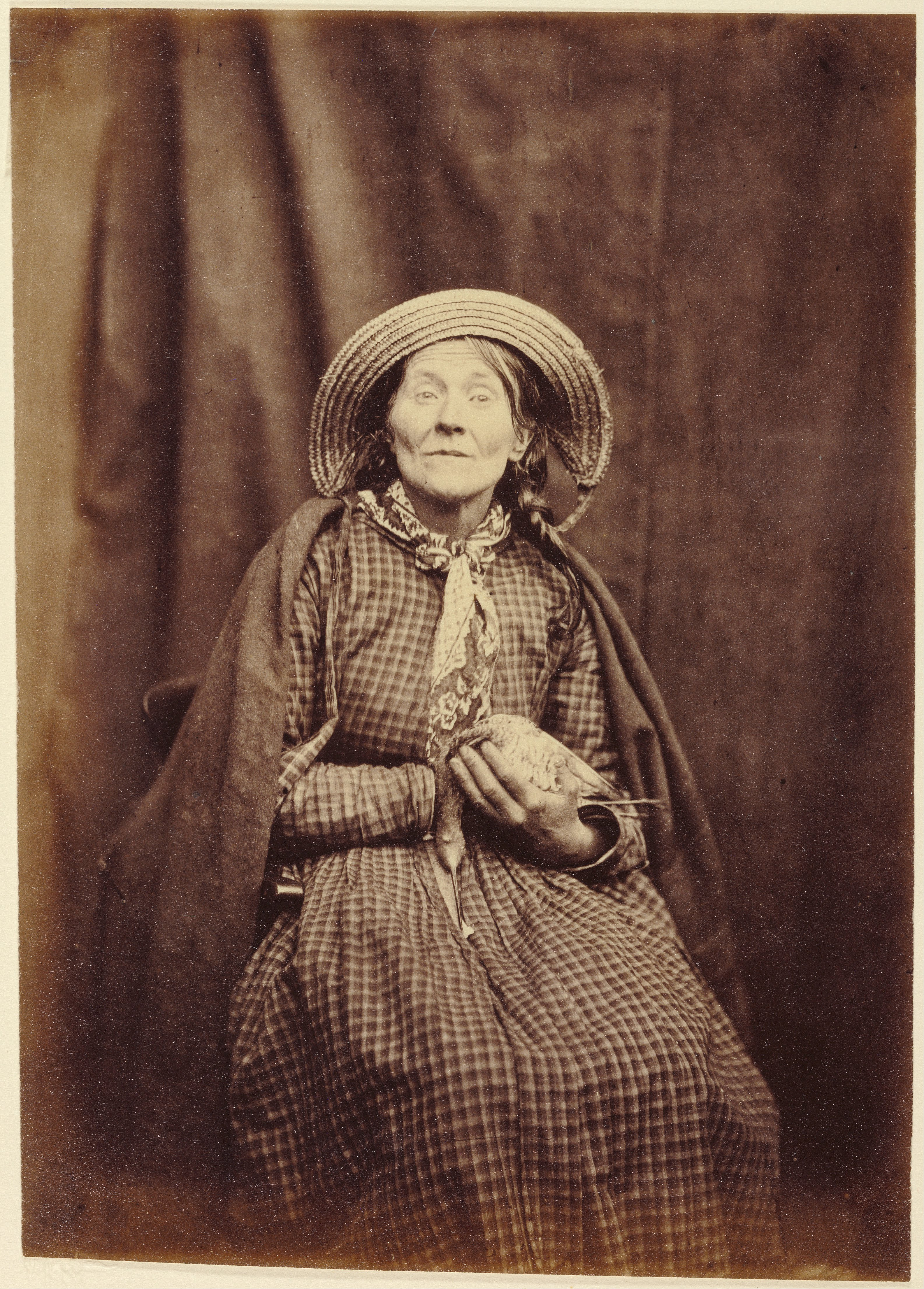
Seated Woman with Bird
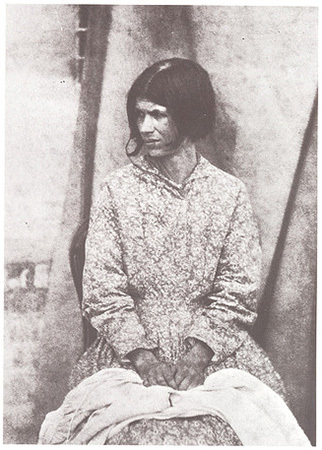
Melancholia passing into Mania